# سیارک ۹۰۱۳۸
سیارک ۹۰۱۳۸ (به انگلیسی: 90138 Diehl، نامگذاری:2002YD) نود هزار و صد و سی و هشتمین سیارک کشف شده‌است که در ۲۵ دسامبر ۲۰۰۲ کشف شد.